# 北本頓鎮區 (密蘇里州波爾克縣)
北本頓鎮區（英語：North Benton Township）是位於美國密蘇里州波爾克縣的一個行政鎮區。

## 地方資料
北本頓鎮區的面積為81.32平方千米，當中陸地面積為81.22平方千米，而水域面積為0.10平方千米。根據2020年美國人口普查的數據，當地共有人口650人，而人口密度為每平方千米7.99人。